# Lélektani hadviselés

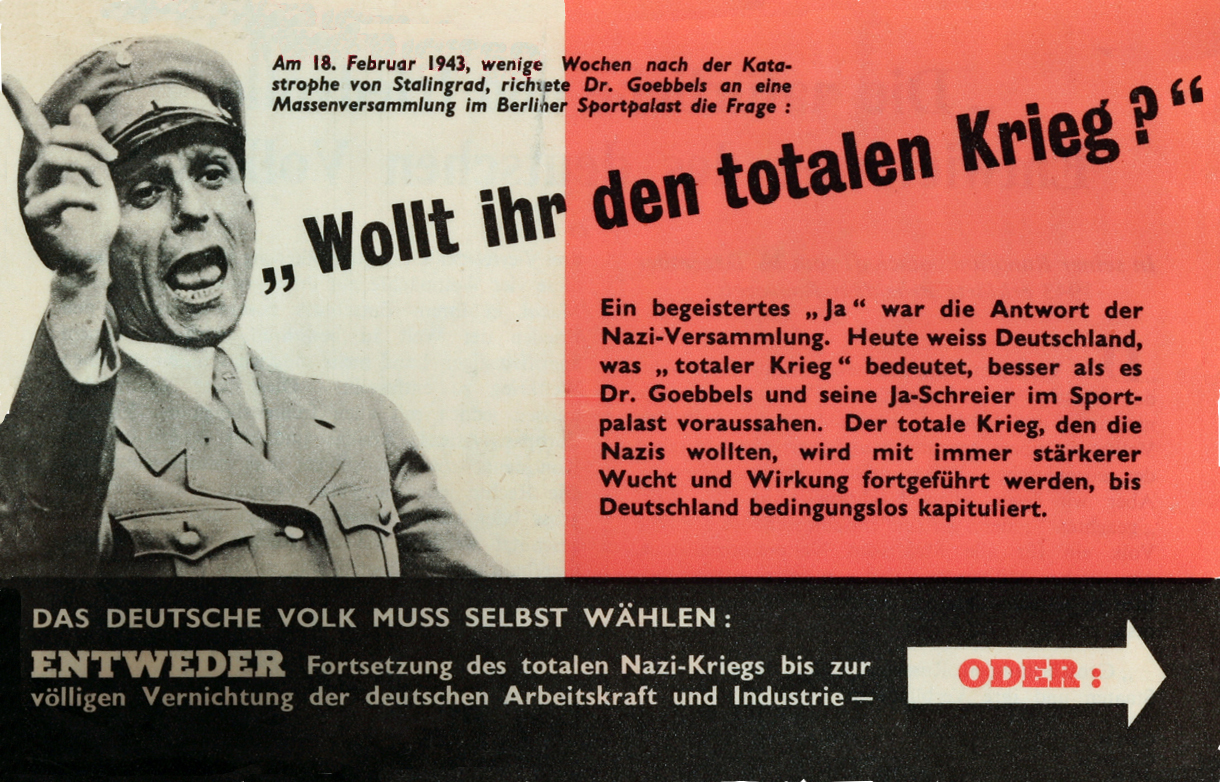
Második világháborús német nyelvű, bombázókról terjesztett amerikai röplap: Akarjátok a totális háborút?

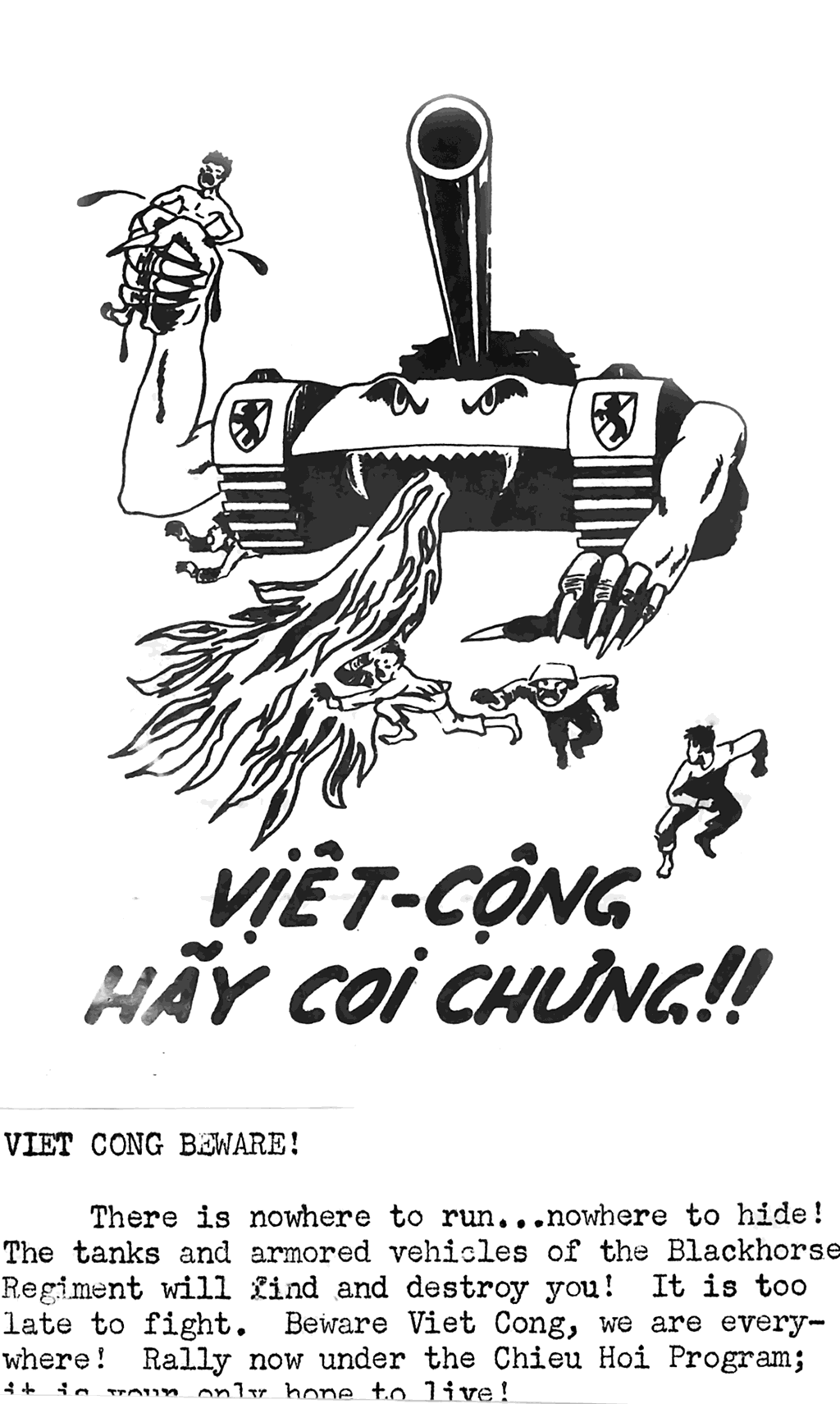
Vietkong-ellenes dél-vietnámi röplap

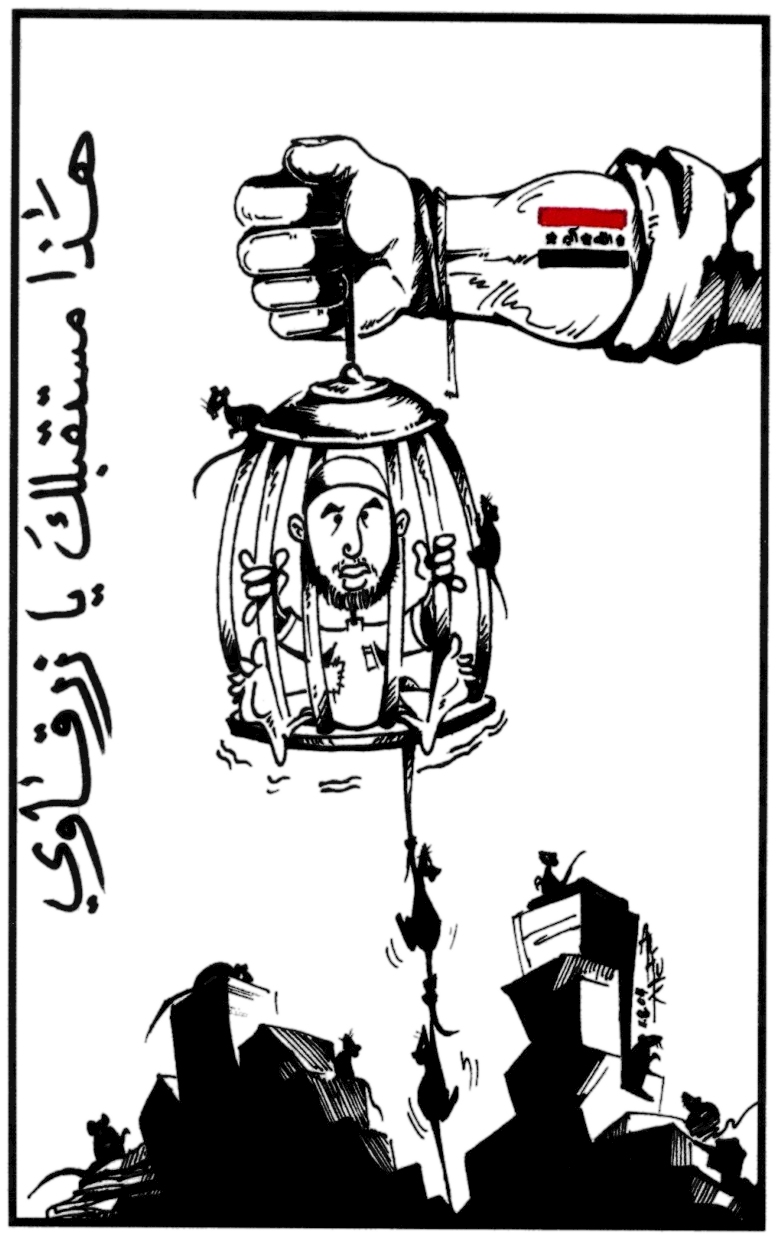
Al-Káida-ellenes amerikai PSYOP röplap

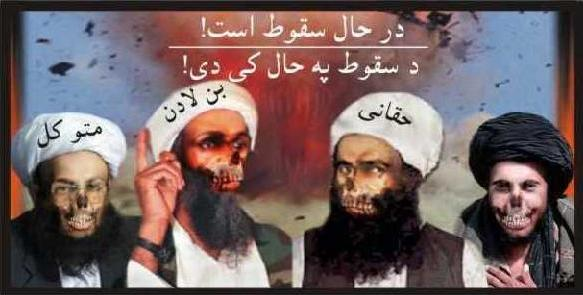
Talibán-ellenes PSYOP röplap

A lélektani hadviselés (pszichológiai hadviselés, pszichológiai háború) az emberek csoportjai közötti fegyveres küzdelmek, a háborúk velejárója a történelem hajnala óta, de békeidőben is gyakran fordulnak hozzá a potenciálisan szemben álló hatalmak. A technológiai fejlődés vívmányait felhasználva különösen intenzíven alkalmazták a második világháborúban és utána, a hidegháború során. A 21. században az internet elterjedésével a kiberhadviselés dimenziójába lépett és a közösségi oldalak fizetett trollhadserege mellett a másik fő eszközei a szándékosan hamis hírek, az álhírek (fake news) és az összeesküvés-elméletek univerzuma lett a világhálón. A politikai dezinformáció direkt terjesztése a lélektani hadviselés egyik formája. A rivális politikusok és közéleti szereplők sérelmére folytatott rágalmazó lejárató kampányok és hírnév romboló karaktergyilkosságok rendszeres célja az orosz propagandában elterjedt információs elrettentés.
A lélektani hadviselés fő célja, optimális eredménye az ellenség soraiban kialakuló pánik. Sigmund Freud szerint a pánikot katonai tömegben lehet a legjobban tanulmányozni: „Pánik akkor keletkezik, ha egy ilyen tömeg felbomlik. Jellemzője, hogy többé senki sem hallgat az elöljáró parancsaira, s hogy mindenki saját magával törődik, tekintet nélkül a többiekre. A kölcsönös kötődések megszűnnek, s elszabadul egy roppant értelmetlen rettegés.”

## A fogalom meghatározásai
A lélektani hadviselés fogalmának meghatározása nagy nehézségekbe ütközik, sokféle megoldási kísérlet létezik. A fő problémát az jelenti, hogy ennek a tevékenységnek a célja az ellenfél megtévesztése, ezért már magának a fogalomnak a megnevezése is ennek a küzdelemnek a részévé válhat. Így több különböző eufemizmust alkalmaztak az elnevezésére; a Varsói Szerződés keretében például a „speciális propaganda” elnevezést használták a saját oldal ilyen tevékenységére.
Nehéz továbbá a szorosabban vett katonai jellegű, a fegyveres konfliktusok során alkalmazott lélektani hadviselés, a diverzió, a felforgató tevékenység, valamint a (potenciális) ellenfelek által folytatott, általánosabb ideológiai és propaganda-küzdelem közötti határvonalak meghúzása. Gyakran a tényleges katonai műveleteknek is egyik közvetlen célja a pszichológiai hatás elérése, mint a stratégiai bombázás, ami így részben a lélektani hadviseléshez is sorolható.
Az egyik meghatározás arra helyezi a hangsúlyt, hogy a lélektani hadviselés szervezett ideológiai diverzió és felforgató propagandatevékenység, azoknak a közlésmódoknak a tervszerű felhasználása, amelyek egy adott ellenséges (de nem ritkán semleges vagy baráti) csoport tagjainak gondolkodását és érzelmeit meghatározott hadászati vagy harcászati cél érdekében befolyásolják.
Egy további tudományos meghatározás szerint a lélektani hadviselés: 
- általánosságban az egymással szemben álló felek morális instabilitását célzó rendszeres tudati-pszichikai fellazítás. Ehhez a lélektani törvényszerűségek alapján tudatosan szerkesztett információkat, konstruált tudatelemeket alkalmaznak, hogy minél több embert szembe fordítsanak saját kormányzatukkal, ideológiai-politikai rendszerükkel, egyidejűleg rokonszenvet keltve saját maguk iránt;

- konkrétan a harctevékenység sajátos formája, amelyet erre a célra létrehozott és felkészített katonai szervezetek végeznek. Célja, hogy az ellenséges hadsereg személyi állományát valamint a hátországát eltántorítsa a további fegyveres küzdelemtől, megadásra, dezertálásra késztetve őket, aminek következtében a saját csapatok harcképessége megóvható, és a harccselekmények kedvezően befolyásolhatóak. A lélektani hadviselés közvetlenül az emberi tényezőre, a szemben álló haderő személyi állományára, valamint az ellenséges ország lakosságára irányul.[12]

A lélektani hadviselésnek, mint minden háborúskodásnak, védekező oldala is van: ez főleg a saját harcoló erők és a hátország ideológiai felkészítését jelenti, valamint a különböző ellenséges pszichológiai műveletek elleni védekezést tartalmazza. E felkészülés során általában kiemelten hangoztatják a nemzeti identitást, a tradíciókat, a vallásos érzületet, a saját kultúra magasabbrendűségét.

### NATO-terminológia
A NATO szóhasználatában a lélektani hadviselés (PSYWAR) műveleteinek elnevezése Psychological Operations (pszichológiai műveletek, PSYOP). Ezzel rokon tevékenység a Media Operations, (média műveletek, MEDIAOP), ami a polgári élethez hasonlóan a public relations (PR) tevékenységet, azaz a tömegtájékoztató eszközök igénybe vételét jelöli. A PSYOP és a MEDIAOP egyaránt része az INFOOP tevékenységnek, azaz az általánosan vett információs műveleteknek.

## Története
Az emberek csoportjai közötti fegyveres küzdelemnek mindig része volt az ellenség megfélemlítésére irányuló törekvés. A félelemkeltéstől azt várják, hogy gyengítse az ellenséget, és ezáltal csökkentse a saját oldal veszteségeit. Olyan egyszerű eszközöket is alkalmaztak erre a célra, mint a harci díszek, a csatakiáltás, a fegyelmezett sorokban történő felvonulás, a pajzsok ütemes döngetése, a dobpergés. Ezek ugyanakkor a saját erőkben emelik az adrenalin-szintet, növelik a harckészséget. Már az indiai ókorból is fennmaradt egy katonai szabályzat, amely szerint az asztrológusoknak el kell híresztelniük a szertartásaik kedvező eredményeit, ugyanakkor az ellenség soraiban rémületet kell kelteni.
Polüainosz szerint a perzsák és az egyiptomiak közötti pelusiumi csatában (i. e. 525) a perzsák macskákat dobtak az egyiptomiak elé, akik visszarettentek a számukra szent állatok bántalmazásától.
A Dzsingisz kán vezette mongol hadsereg kegyetlensége, és a többi ókori és középkori tömeggyilkosság, brutális nyilvános kivégzés sem volt általában öncélú. A kegyetlenséggel azt kívánták elérni, hogy a meghódítandó terület lakosságának ellenállása megtörjön, és a támadók veszteségei csökkenjenek a minimumra.
A második világháborús terrorbombázások (London, Coventry, Rotterdam, Drezda) – azaz az elsősorban nem katonai célok, hanem a lakosság ellen irányuló szőnyegbombázások – is a lélektani hadviselés eszközei közé sorolhatók. A németek a Stuka zuhanóbombázóikra szirénát szereltek az ellenfél megfélemlítése érdekében.
A sztálingrádi csatában a szovjet csapatok sikeresen alkalmaztak egy röplapot, amelyen az állt, hogy három nappal azelőtt 24 ezer német katona adta meg magát, az előző napon 36 ezren, aznap, november 25-én 51 ezren; három nappal azelőtt a német hadsereg 26 ezer katonát veszített, előző nap 41 ezret, aznap, november 25-én a veszteség 47 ezerre nőtt. Majd felhívás következett: a német katonák kövessék 51 ezer társuk példáját.
A vietnámi háborúban az amerikaiak az egész ellenséges lakosságot igyekeztek megfélemlíteni a gerillákkal együtt. Többek között pikk ászt ábrázoló röpcédulákat szórtak le, mivel a kártyajátékokat kedvelő helyi lakosság körében ez a lap a halál szimbóluma. Légi úton bagolyhuhogást imitáló készülékeket is leszórtak, ugyanis a népi babona szerint a bagolyhuhogás ott is, akárcsak a régi magyar hiedelmekben, a hamarosan bekövetkező halált jelenti.

## A lélektani hadviselés és a felforgató tevékenység a hidegháborúban
A háborús propaganda, lélektani hadviselés a második világháborúban kiegészítő jellegű volt a hadviselés katonai műveletei mellett, 1945 után viszont, a kibontakozó hidegháború idején vezető szerepet kapott. Kiterjedt a ritkább, felforgató jellegű titkos fegyveres akcióktól kezdve a titkosszolgálati tevékenységen át a gazdasági segélyezés és a kulturális csereprogramok területére is. Truman elnök meghirdette a küzdelmet „az emberek szívéért és lelkéért”, és ez eredményesebbnek bizonyult, mint a kommunista rendszerek közvetlen csődbe juttatásáért folytatott küzdelem.
Ez a fajta pszichológia hadviselés, a kommunistaellenes keresztes hadjárat az Egyesült Államokon belül is folyt, és az amerikai lakosságot is célozta. Az amerikai kormányzat és ennek nyomán a sajtó, a tömegtájékoztatás ebben az időszakban szinte minden társadalmi, kulturális és politikai történést ebben a kontextusban tárgyalt, és a kommunista ideológiát az amerikai társadalmat közvetlenül fenyegető halálos veszélyként állította be. 
Felszólították az amerikai lakosságot, hogy adakozzon a a jó és rossz között folyó küzdelem céljaira, megindították az Iron Curtain Refugee Campaign (Vasfüggöny Menekült Kampány) mozgalmat a menekültek megsegítésére, majd a Crusade for Freedom (Keresztes háború a szabadságért) szervezetet, amelyek a hagyományos amerikai értékekre építve igyekeztek mozgósítani „a nyugati civilizáció védelmére”.
1951-ben Truman elnök létrehozta a Psychological Strategy Board nevű tárcaközi csúcsszervezet a lélektani hadműveletek összehangolására. Ennek első igazgatója, Gordon Gray az amerikai pszichológiai hadviselést úgy definiálta, mint „az Egyesült Államok mindazon háborúban és békében folytatott tevékenységének gyűjtőfogalma, melynek révén a nemzet rendelkezésére álló minden erőforrást az Egyesült Államok külpolitikai céljainak a szolgálatába állítanak”. Ebbe beletartozott az úgynevezett felforgató tevékenység, angol kifejezéssel a szubverzió is. Az 1950-es évek elején a CIA egyik szervezete, az  Office of Policy Coordination szabad kezet kapott a felforgató műveletek kidolgozására. Lengyelországban kísérletet tettek a Honi Hadsereg feltámasztására. Csehszlovákiában határincidenseket hajtottak végre, illegális berepüléssel rádió adó-vevőket dobtak le ügynökeik számára. Az 50-es évek elején a csehszlovák hatóságok mintegy 1200 nyugati ügynököt tartóztattak le, és 79 gyilkosságot tulajdonítottak nekik. Az amerikai Nemzetbiztonsági Tanács (NSC) 1955-ben leszögezte, hogy a a felforgató műveletek célja a „földalatti ellenállás megszervezése, a földalatti és gerilla-hadműveletek előmozdítása [volt] hogy ezek az egységek háború esetén rendelkezésre álljanak.” Az NSC direktívája hangsúlyozta, hogy az ügynökök lelepleződése esetén a kormányzatnak készen kell állnia arra, hogy hihető módon tagadja a felelősségét.
A kommunista rendszerek mindent megtettek a nyugati propaganda hatásainak visszaszorítására, a lakosság elszigetelésére, de küzdelmük reménytelen volt. Az amerikai rádiók, a Szabad Európa Rádió és az Amerika Hangja a szankciók ellenére széles körben elérte célközönségét és – talán éppen az egyébkénti elszigeteltség hatására is – igen nagy hatást gyakorolt a kelet-európai országok közvéleményére. Az adások nem titkolt célja ezeknek az államoknak a destabilizálása volt. 1953-ban a budapesti amerikai követség jelentésében így írt a lélektani hadviselés magyarországi céljairól: „Fenntarthatjuk a tiltakozás szellemét és életben tarthatjuk az ellenállást a jelenlegi rendszerrel szemben, lehetetlenné téve, hogy Moszkva valóban megbízzon Magyarországban, hogy bizalommal legyen a kormány stabilitása vagy a hadsereg lojalitása iránt egy háború esetén”. A külképviselet ugyanakkor azt is elismerte, hogy „nem lesz képes olyan ellenállási mozgalmat, vagy más típusú ellenzéket létrehozni, amely a közeljövőben alkalmas lenne arra, hogy megdöntse a jelenlegi rendszert”. A követség első beosztottja javaslatokat dolgozott ki, miszerint az Egyesült Államoknak támogatnia kell az ellenállás minden formáját – szabotázs, munkalassítás, zavarba ejtő követelések hangoztatása, a bürokratikus gépezet túlterhelése, amit az emberek túl nagy kockázat nélkül vállalhattak.
A rendvédelmi szervek képtelenek voltak érdemben legyűrni a nyugati propagandát. A szovjet befolyás alatt álló „nép demokráciák” együttműködtek a rádióadások zavarása érdekében, de azok nagyrészt mégis hallhatóak maradtak. A magyarországi forradalom előtti év során a hatóságok 12 000 „ellenséges” levelet, brosúrát, és titkos nyomdát foglaltak le. Rákosi Mátyás maga elismerte, hogy a pártfunkcionáriusok egyre nehezebben tudják képviselni a párt irányvonalát „az ellenséggel szemben”.

### Szabad Európa Rádió
A lakosság befolyásolásának leghatékonyabb eszköze a rádió volt. E tevékenység amerikai jogi alapjait az 1948. évi Smith–Mundt törvény teremtette meg. A Szabad Európa Rádió (SZER) azt a feladatot kapta, hogy „járuljon hozzá a vasfüggöny mögötti nemzetek felszabadításához”.  A Rákosi-rendszer korlátolt, bezárkózó, dogmatikus „szocialista” propagandájával szemben viszonylag könnyű dolga volt. A rádióadások zavarása, hallgatásának tiltása ellenére a nyugati életforma népszerűsítése, a Nyugat gazdasági fölényének bemutatása hálás feladat volt, és a hiteles tájékoztatás látszatát keltette annak ellenére, hogy a rádió tevékenységét szigorú propaganda-szempontok szerint tervezték és irányították. Ennek eredményeképpen a SZER generációk nosztalgikus emlékezetében ma is a nyugati világra nyíló ablak és a hitelesség szinonimájaként jelenik meg. A Szabad Európa Rádió adásai mindenesetre ellensúlyozták a hírnek álcázott gyűlölködő kommunista propagandát, és hallgatóik számára emberi hangot jelentettek a propagandaszólamokra egyszerűsített világukban. A rádió hallgatásának tiltása, zavarása, ami megtagadta a hozzáférést az ott reklámozott fogyasztói életstílusról szóló információkhoz, tovább rontotta rendszer népszerűségét.
A SZER tevékenységének fő gondja a kezdetektől az volt, hogy ellenállásra kellett buzdítaniuk, de az európai katonai erőviszonyok és a nyugati politikai elképzelések fényében fegyveres felszabadítást nem ígérhettek. Ezt a dilemmát tükrözte az 1951-ben a rádió műsorkészítői számára kiadott kézikönyv is. Azonban a gyakorlatban a rádió hallgatóinak nagy része a vélt amerikai katonai fölény jegyében fegyveres beavatkozást várt.
1956 október 23-án a CIA-t és az amerikai kormányzatot a ma ismeretes adatok szerint a több éves intenzív pszichológiai előkészítés dacára váratlanul érte a magyarországi forradalom tényleges kirobbanása. Emiatt az amerikai kormányzat, a különböző hatóságok reagálásai ellentmondásosak voltak és a forradalom 12 napja alatt azok is maradtak. Allen Dulles, a CIA igazgatója nem értett egyet a szervezeten belül kidolgozott beavatkozási tervekkel, és azokat nem is volt hajlandó a Nemzetbiztonsági Tanács elé terjeszteni. Egyidejűleg azonban Cord Meyer, a CIA lélektani hadviseléssel foglalkozó osztályának vezetője a SZER-t arra utasította, hogy bátorítsa a felkelőket. A forradalom alatt a rádió műsorai ezen is messze túllőttek. Borsányi Julián Bell ezredes néven például a partizánháború módszereire oktatta hallgatóságát, győzelemmel kecsegtetett, sőt a magyar reguláris hadsereget háborúra szólította fel a szovjetek ellen. Litteráti-Loótz Gyula Patkó Gyula néven a Molotov-koktél készítésére oktatta hallgatóságát.
A SZER adásai a forradalom idején ellentétesek voltak az amerikai kormányzat azon hivatalos álláspontjával, hogy meg kell előzni a szovjet katonai intervenciót, és tárgyalásokkal kell megvalósítani Magyarország függetlenségét. John Foster Dulles külügyminiszter és Dwight D. Eisenhower elnök tudatában voltak annak, hogy a forradalmároknak nincs esélyük a győzelemre, de ezt a rádió nem közölte – bár nyilvánvalóan megtette volna, ha erre utasítást kap. Korábban, az 1953-as keletnémet felkelés idején a RIAS nevű, oda sugárzó amerikai propagandaadó arra szólította fel az ottani felkelőket, hogy engedelmeskedjenek a szovjeteknek és kerüljék el az összecsapásokat. A másfajta magyarországi gyakorlat oka az lehetett, hogy az amerikai kormányközöknek legalábbis egy része a Szovjetunió visszaszorítása szempontjából célszerűnek tartotta a budapesti fegyveres harc ösztönzését, különösen akkor, ha azt később hitelesen le lehetett tagadni. A „hiteles letagadhatóság elve” (plausible deniablity) az amerikai lélektani hadviselés igen fontos eleme volt.
A SZER tevékenységének komoly szerepe volt az 1956 utáni emigrációs hullámban is; a kivándorlók mintegy 95%-a tulajdonképpen nem vett részt e fegyveres harcokban, csak a jobb élet reményében menekült Nyugatra. A hős harcosoknak kijáró kinti lelkes fogadtatás ellenére a mintegy 200 000 menekült közül 11 ezren a Magyarországon meghirdetett amnesztia keretében néhány hónapon belül hazatértek.

### Léggömbakció
A rádióadások mellett az 50-es évek első felében az Egyesült Államok Információs Hivatala (USIA) havonta mintegy 2000 bulletint, 3000 különböző újságot, folyóiratot, szórólapot adott ki. Ezek nagy részét más lehetőség híján léggömbök segítségével igyekeztek eljuttatni Kelet-Európába. A léggömb-művelet keretében 1950 és 1956 között mintegy 300 millió röplapot szórtak szét a szovjet megszállás alatt lévő területeken. Az akció fogadtatása a célterületeken vegyes volt. Egyes vélemények szerint fokozták a rendőrség lehetőségeit az ellenzék üldözésére, ugyanakkor nem tartalmaztak több információt, mint amit a rádióadásokból meg lehetett tudni. 1955-ben a magyar hatóságok 2,6 millió röplapot gyűjtöttek össze. A leginkább érintett országok, Magyarország és Csehszlovákia diplomáciai úton tiltakoztak, és többek között a légi közlekedés veszélyeztetésére hivatkoztak. Az amerikaiak ezzel szemben azt állították, hogy a ballonokat magánszervezetek bocsátották fel és meteorológiai célokat szolgáltak.

### A „szovjet tábor” módszerei
A hidegháború során a Szovjetunió és szövetségesei a lélektani hadviselés terén nyugati vetélytársaiknál sokkal csekélyebb eredményeket tudtak felmutatni. A kommunista propaganda nem tudott behatolni a nyugati társadalom széles köreibe, mivel a szocialista országok gazdasági lemaradása, a személyi szabadság hiánya kézzelfoghatóan cáfolta annak állításait. A nyugati országok kommunista pártjait viszonylagos politikai súlyuk megőrzése érdekében, a két világháború közötti negatív tapasztalatok miatt gondosan távol tartották a titkosszolgálati tevékenységtől és a lélektani hadviselés keményebb formáitól is, csak az általános propaganda terén számítottak rájuk. A pszichológiai hadviselésben a kommunista titkosszolgálatok által végrehajtott úgynevezett aktív intézkedései voltak a legeredményesebbek, de ezek is csak viszonylag szűk körben hatottak. A kommunistaellenes propaganda sokszor igyekezett a nyugati békemozgalmakat, a vietnámi háború elleni megmozdulásokat a szovjet aknamunka számlájára írni, ezek azonban túlnyomórészt a nyugati társadalmak saját termékei voltak.

## Terrorizmus
Szélesebb értelemben véve a nemzetközi terrorizmus is a pszichológiai hadviselés körébe tartozik, hiszen a terroristák nem reménykednek katonai győzelemben, hanem a hátország lakosságának megfélemlítésén keresztül kívánják elérni céljaikat.

## A modern lélektani hadviselés eszközei és módszerei
A lélektani hadviselést az erre a célra létrehozott, speciálisan felkészített és felszerelt katonai szervezetek akkor képesek eredményesen végezni, ha megfelelő mennyiségű, rendezett, aktualizált, elemzett és értékelt információt kapnak a célterületről, amely alapján kialakítható az optimális érvrendszer. Tisztában kell lenni az ellenség lakosságának, személyi állományának a legmélyebb kulturális, vallási gyökereivel. Ennek alapján olyan korszerű technikai eszközökkel, mint a különböző audiovizuális berendezések, a röplapok célba juttatására alkalmas tüzérségi és rakéta-technikai eszközök, valamint a repülőgépek és helikopterek, igyekeznek kiváltani a megfelelő hatást.
Nagy jelentősége van az eszközök tömeges alkalmazásának és az időtényezőnek is. A röplapokat például olyan sűrűn kell leszórni, hogy ha a védekező katona felvesz egy röplapot, arról a helyről lássa a következőt is. A pszichológiai eszközök alkalmazásánál, a rákövetkező támadás időzítésénél döntő az időtényező, hiszen a tömeg sajátos, félelemmel „fertőzött” állapota múló tünemény, és a védekezésre kényszerített fél rendszabályokat foganatosíthat abból a célból, hogy a hatást csökkentse.

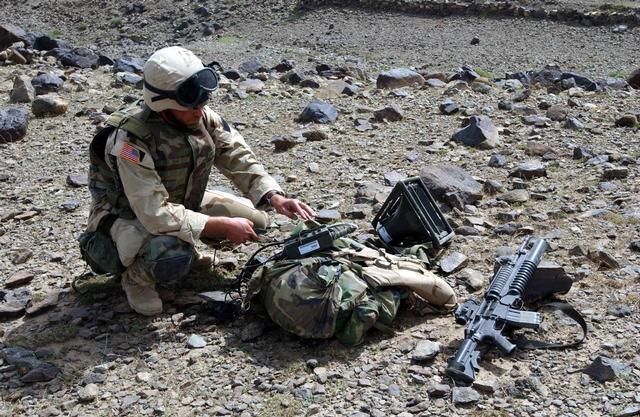
PSYOP hangszóró felállítása a terepen
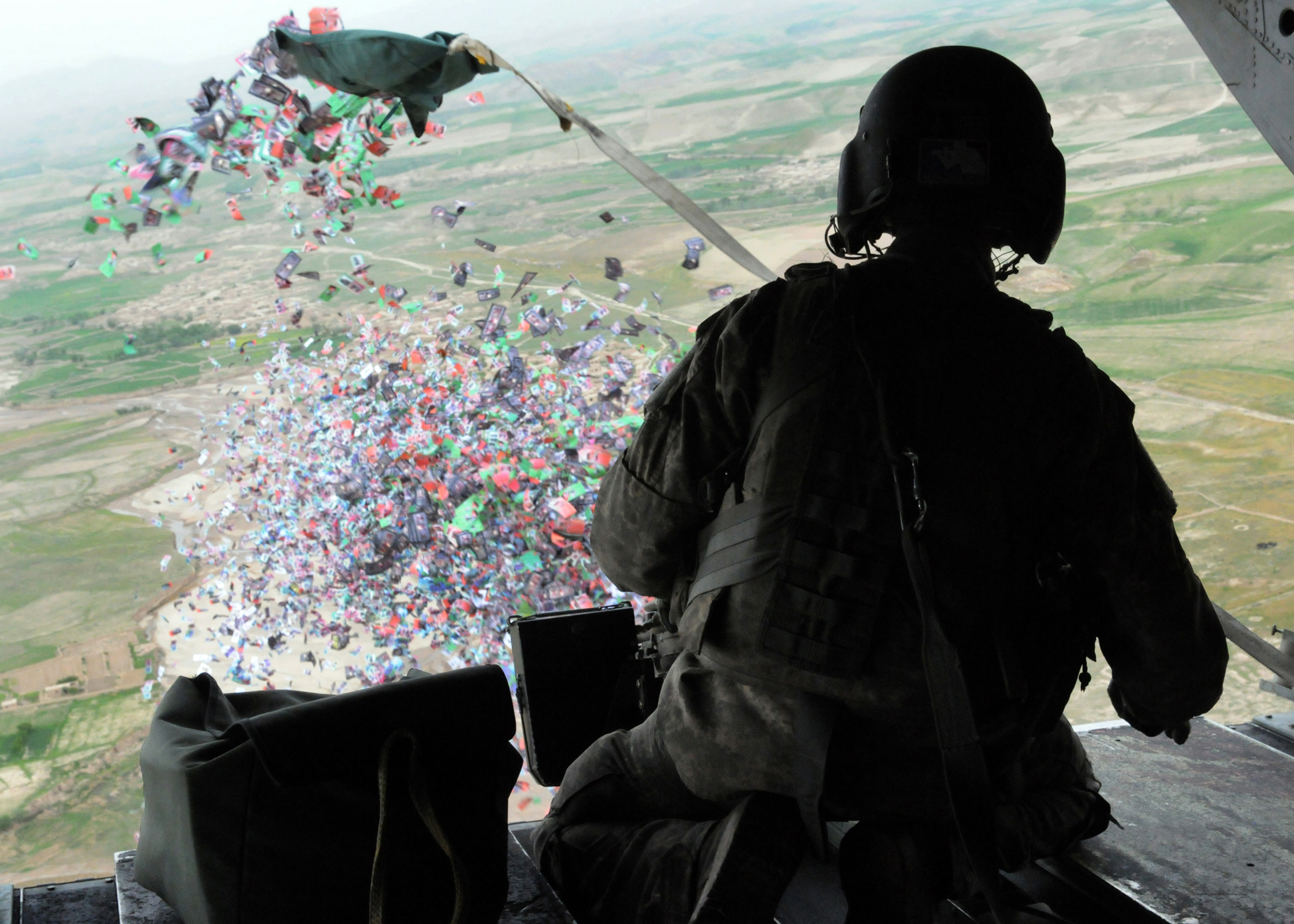
Röplapszórás Afganisztánban
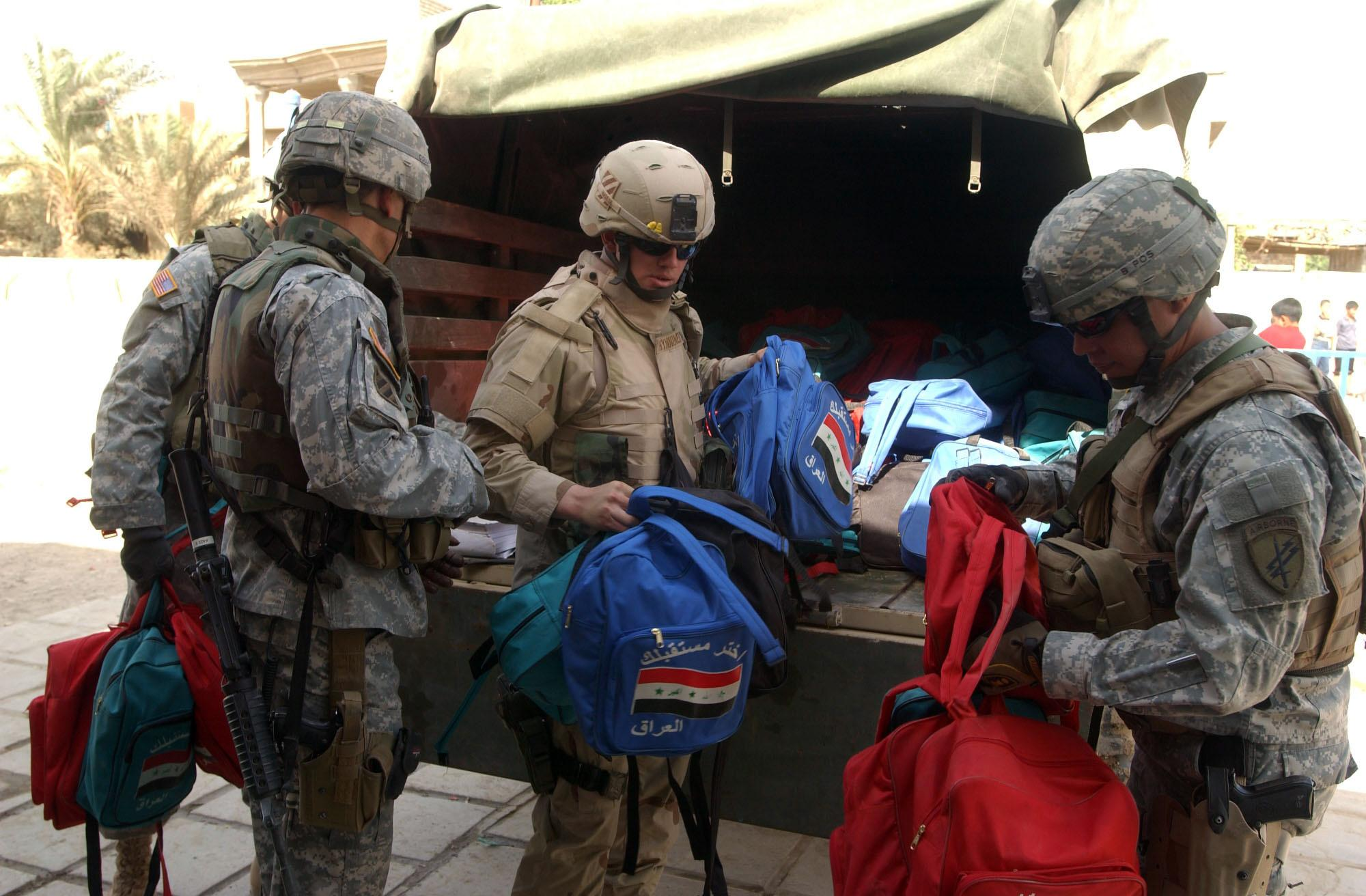
PSYOP század katonái iskolai tananyagot osztanak Irakban